# Orval (Manche)
Orval is een plaats en voormalige gemeente in het Franse departement Manche in de regio Normandië en telt 847 inwoners (2017). De plaats maakt deel uit van het arrondissement Coutances.

## Geschiedenis
De gemeente maakte deel uit van kanton Montmartin-sur-Mer tot dit op 22 maart 2015 werd opgeven en Orval werd opgenomen in het kanton Coutances. Op 1 januari 2016 fuseerde Orval met de gemeente Montchaton tot de commune nouvelle Orval sur Sienne.

## Geografie
De oppervlakte van Orval bedraagt 12,6 km², de bevolkingsdichtheid is 64,2 inwoners per km².

## Verkeer en vervoer
Nabij Orval ligt het gesloten spoorwegstation Orval-Hyenville.
De onderstaande kaart toont de ligging van Orval (Manche) met de belangrijkste infrastructuur en aangrenzende gemeenten.

## Demografie
Onderstaande figuur toont het verloop van het inwonertal (bron: INSEE-tellingen).